# 基奧涅烏爾根奇

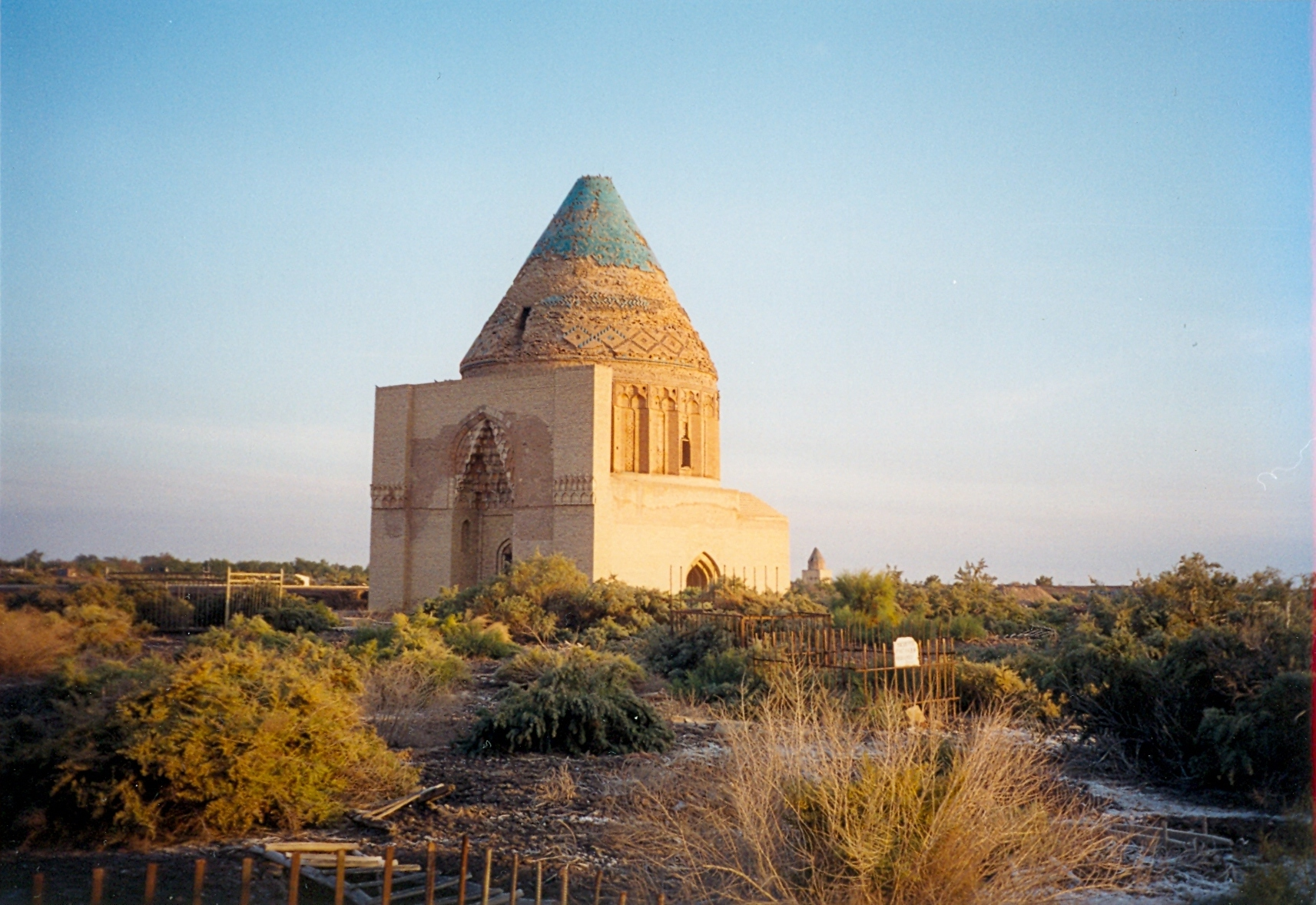
位於基奧涅烏爾根奇的塔乞失陵寢

基奧涅烏爾根奇，1992年前称为庫尼亞烏爾根奇（羅馬化：Kunya-Urgench），是土庫曼北部達什奧古茲州的城市，毗鄰與烏茲別克接壤的邊境，距離首都阿什哈巴德480公里，2005年人口31,565。此地是中亚古国花剌子模沙朝的旧都乌尔根奇（又译作玉龙杰赤）。1220年至1221年玉龙杰赤之战中被蒙古军队攻占。